# Viedma (Argentina)
Viedma je město v argentinské Patagonii, hlavní město provincie Río Negro. Leží na pravém břehu řeky Río Negro (která dala název provincii) těsně před jejím ústím do Atlantského oceánu. Tvoří konurbaci s městem Carmen de Patagones na protějším břehu řeky (kde už se rozkládá provincie Buenos Aires). V roce 2012 zde žilo 54 779 obyvatel.
V roce 1986 se snažil tehdejší prezident Raúl Alfonsín přemístit hlavní město Argentiny právě do Viedmy, avšak neuspěl.
Podnebí je polopouštní, ale vzhledem k tomu, že se nachází na okraji Patagonie, zde spadne mírně více srážek než v jižnějších částech argentinské Patagonie (asi 380 mm ročně). Je zde také možnost zavlažování z řeky Rio Negro, takže okolo města probíhá zemědělství, pěstuje se kukuřice, cibule a vojtěška a chová se dobytek.